# Honos

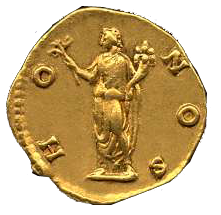
Áureo del emperador Marco Aurelio con la representación de Honos.

Honos, en la mitología romana, era el dios del honor, la caballería y la justicia, particularmente como virtud militar. Era representado artísticamente con una lanza y una cornucopia y, a veces, con una rama de olivo.
Junto con otras deidades como Fides (fe) o Spes (esperanza), servían para personificar las cualidades humanas, a las que debían sus nombres. Para estas deidades no existían mitos.
Fue identificado en ocasiones con la deidad Virtus y en ocasiones se representaba conjuntamente con ella.

## Templo de Honos
Un templo romano dedicado a Honos el 17 de julio de 234 a. C. fue construido por Quinto Fabio Máximo, después de la guerra con los ligures en las cercanías de Porta Capena de Roma. En el 222 a. C., tras la batalla de Clastidium y la captura de Siracusa por los romanos en la segunda guerra púnica, el cónsul Marco Claudio Marcelo, hizo votos para la construcción de un templo dedicado conjuntamente a Honos y Virtus, intentando ampliar el existente Templo de Honos para dedicarlo a ambos dioses en el 208 a. C.. Al prohibir el Colegio de Pontífices esta ampliación para ser utilizado por dos deidades, Marcelo restauró el templo de Honos y construyó una nueva parte para Virtus, haciendo un doble santuario.
Fue dedicado por su hijo en el 205 a. C. y contenía  multitud de tesoros traídos por Marcelo desde Siracusa. También contenía la antigua capilla de bronce, que se supone que databa de la época de Numa, el aedicula Camenarum, que fue posteriormente trasladado al templo de Hércules y las Musas.